# Bronisław Malinowski (Leichtathlet)
Bronisław Malinowski (* 4. Juni 1951 in Nowe; † 27. September 1981, Grudziądz) war ein polnischer Leichtathlet und Olympiasieger über 3000 Meter Hindernis.
Er war in den 1970er Jahren einer der besten 3000-Meter-Hindernisläufer und nahm dreimal an den Olympischen Spielen teil.
Die Zeiten von Bronisław Malinowski in den Finals über 3000 Meter Hindernis bei den Internationalen Meisterschaften ab 1974 waren immer nahe am Weltrekord oder Meisterschaftsrekord.

## Junioren-Europameister
Bronislaw Malinowski wurde 1970 in Paris Junioreneuropameister über 2000 Meter Hindernis in 5:44,00 min.

## Olympische Spiele
Bei seinen ersten Olympischen Spielen 1972 in München wurde Bronisław Malinowski über 3000 Meter Hindernis Vierter in einer Zeit von 8:27,92 min.
Vier Jahre später gewann er bei den Olympischen Spielen 1976 in Montreal die Silbermedaille in 8:09,11 min hinter Anders Gärderud (SWE), der das Finale in Weltrekordzeit von 8:08,02 min gewann.
Nachdem Gärderud seine Karriere beendet hatte, trat ein weiterer großer Läufer als sein stärkster Konkurrent auf die Leichtathletikbühne: Henry Rono aus Kenia, der 1978 den Weltrekord auf 8:05,4 min verbesserte und innerhalb von 81 Tagen auch Weltrekord über 3000, über 5000 und 10.000 Meter lief.
Malinowski konnte Rono schlagen und war bei den Olympischen Spielen 1980 in Moskau Favorit. Sein großer Konkurrent war hier Filbert Bayi aus Tansania, der 1975 in einem großen Rennen in Kingston den Weltrekord über 1 Meile auf 3:51,0 min verbessert hatte.
Filbert Bayi begann das Finale über 3000 Meter Hindernis in Moskau sehr schnell mit einer Zwischenzeit von 2:39 min über 1000 Meter, was einer Endzeit unter 8 Minuten entsprochen hätte, und hatte bis 600 Meter vor dem Ziel einen Vorsprung von 50 Metern vor einer Verfolgergruppe, die von Malinowski angeführt wurde.
Bronisław Malinowski verkürzte den Rückstand auf den müde werdenden Filbert Bayi eingangs der letzten Runde auf 30 Meter, schloss auf der Gegengerade zu diesem auf, überholte ihn kurz vor dem Wassergraben und gab die Führung nicht mehr her. Bayi wurde Zweiter 2,8 s hinter Malinowski (8:09,7 min).

## Europameisterschaften
Bronisław Malinowski wurde 1974 Europameister im Rom und lief einen Meisterschaftsrekord von 8:15,04 min knapp vor Anders Gärderud mit 8:15,41 min. Bei den Europameisterschaften 1978 in Prag verteidigte er seinen Titel in 8:15,08 min.

## Erfolge im Crosslauf
Bei den Crossweltmeisterschaften 1979 in Limerick wurde Bronisław Malinowski Zweiter über 12 km.

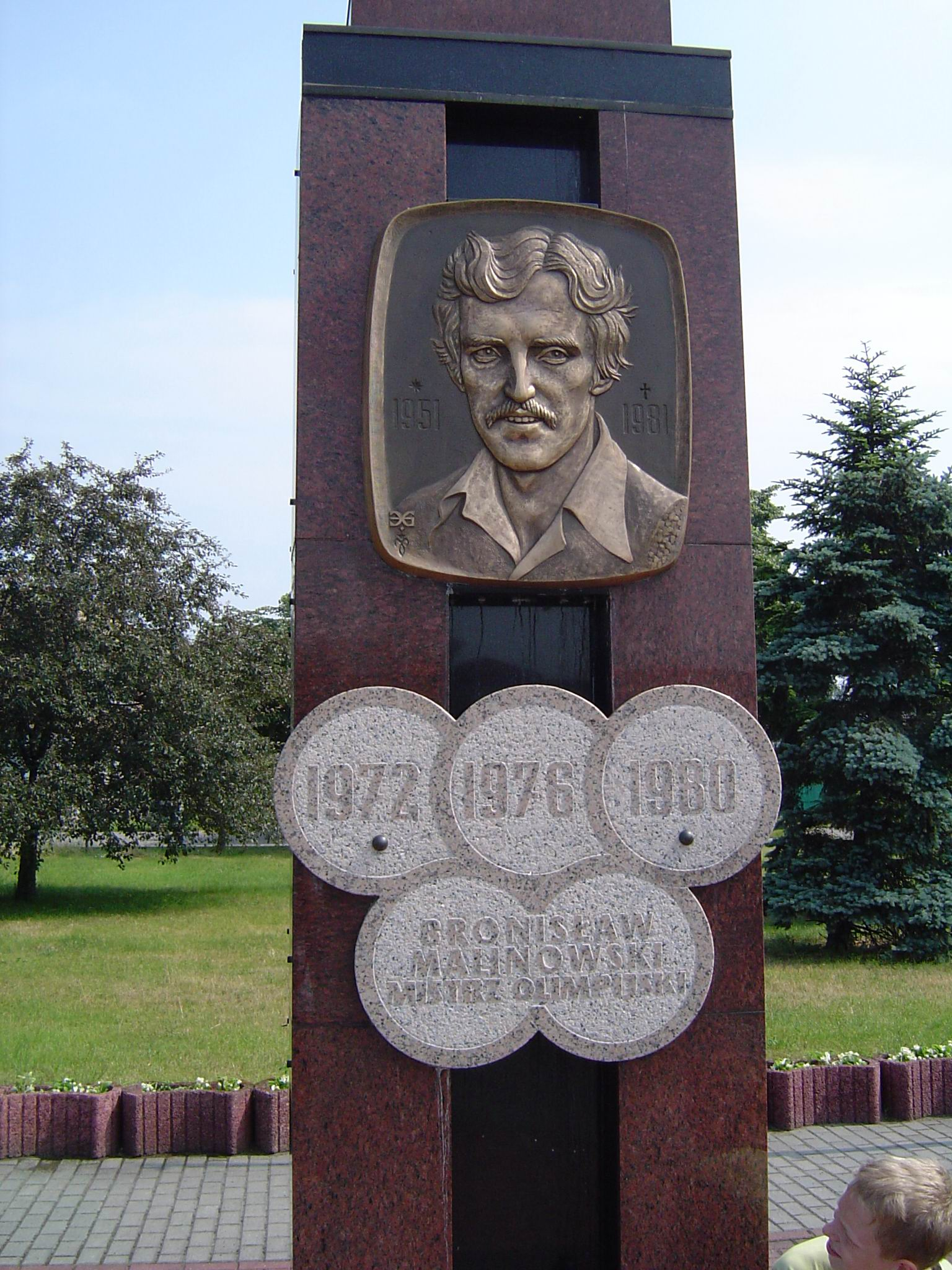
Denkmal in Graudenz

## Frühes Karriereende
Nach der Goldmedaille bei den Olympischen Spielen in Moskau hätte die Karriere von Malinowski sicher noch einige Höhepunkte vor sich gehabt, doch kam Bronisław Malinowski am 27. September 1981 tragisch bei einem Autounfall auf einer Brücke in Polen ums Leben. Er wurde 30 Jahre alt. Die Weichselbrücke Grudziądz wurde dann nach ihm benannt.